# Procesul celor douăzeci și unu
Procesul celor douăzeci și unu a fost ultimul act din șirul Proceselor de la Moscova — procese spectacole ale unor bolșevici de frunte puse în scenă din ordinul lui Stalin. 
Procesul a avut loc în martie 1938. Acuzații principali ai acestui proces au fost: Alexei Rîkov, Nicolai Ivanovici Buharin, Nicolai Krestinsky, Cristian Rakovski și Ghenrih Iagoda. Ceilalți acuzați au fost : Arkadi Rosengolț (1899 - 1938), Vladimir Ivanov (1893 - 1938), Mihail Cernov (1891 - 1938), Grigori Grinko (1890 - 1938), Isaac Zelenski (1890 - 1938), Akmal Ikramov (1898 - 1938), Faizulla Hodjaiev (1896 - 1938), Vasili Șarangovici (1897 - 1938) Prokopi Zubarev (1886 - 1938), Pavel Bulanov, Lev Levin, Ignati Kazakov, Veniamin Maximov-Dikovski, Piotr Krîucikov, Dimitri Pletnyov și Serghei Bessonov. Cu toții au fost etichetați ca membri ai "blocului de dreapta troțkist", care ar fi intenționat, printre altele, să răstoarne comunismul și să restaureze capitalismul în Rusia. 
La fel ca și în procesele de mai înainte, inculpații au fost acuzați pentru asasinarea lui Serghei Kirov, a lui Valerian Kuibîșev, a șefului OGPU Viaceslav Menjinski, a scriitorului Maxim Gorki și a fiului acestuia, precum și pentru tentative eșuate de asasinare a lui Lenin petrecute în urmă cu peste 20 de ani, pentru complot pentru asasinarea lui Stalin, Sevrdlov, Molotov și Voroșilov. În plus, inculpații mai erau acuzați de conspirații pentru ruinarea economiei unionale, (prin sabotarea minelor, deraierea trenurilor și uciderea șeptelului), de conspirații pentru distrugerea puterii militare sovietice, de spionaj în favoarea unor țări precum Anglia, Franța, Japonia și Germania și în plus de trădare prin perfectarea unor acorduri secrete cu Germania și Japonia, acorduri care prevedeau predarea Ucrainei, Belarusului, Asiei Mijlocii sovietice și a Extremului Orient rusesc puterilor străine. 
Țoți inculpații au recunoscut imediat acuzațiile. Doar Krestinski a refuzat la început să recunoască vinovat, a doua zi însă a declarat că: "... admit în totalitate și fără rezerve că sunt vinovat de toate acuzațiile ce mi se aduc și accept întreaga responsabilitate pentru trădarea pe care am comis-o". În afară de trei dintre cei douăzeci și unu, toți ceilalți au fost condamnați pentru  "comiterea unor crime de stat extrem de grave incriminate de ... Codul Penal... pentru care sentința este pedeapsa supremă – executarea prin împușcare". Pletnev a fost condamnat la 25 de ani în închisoare, Rakovski la 20 de ani, iar Bessonov la 15 ani.
Condamnarea lui Iagoda, șeful NKVD-ului, trebuia să arate că perioada terorii trecuse, ceea ce de fapt nu a fost nici pe departe adevărat. 